# Estructura pretensada
Estructura pretensada (en algunos lugares de América Latina también se denomina Estructura Presforzada) es aquella cuya integridad, estabilidad y seguridad dependen primordialmente en un proceso de pretensado. Se le llama pretensado a la creación de esfuerzos permanentes en una estructura de manera intencionada, con el propósito de mejorar su desempeño bajo diversas condiciones de servicio.

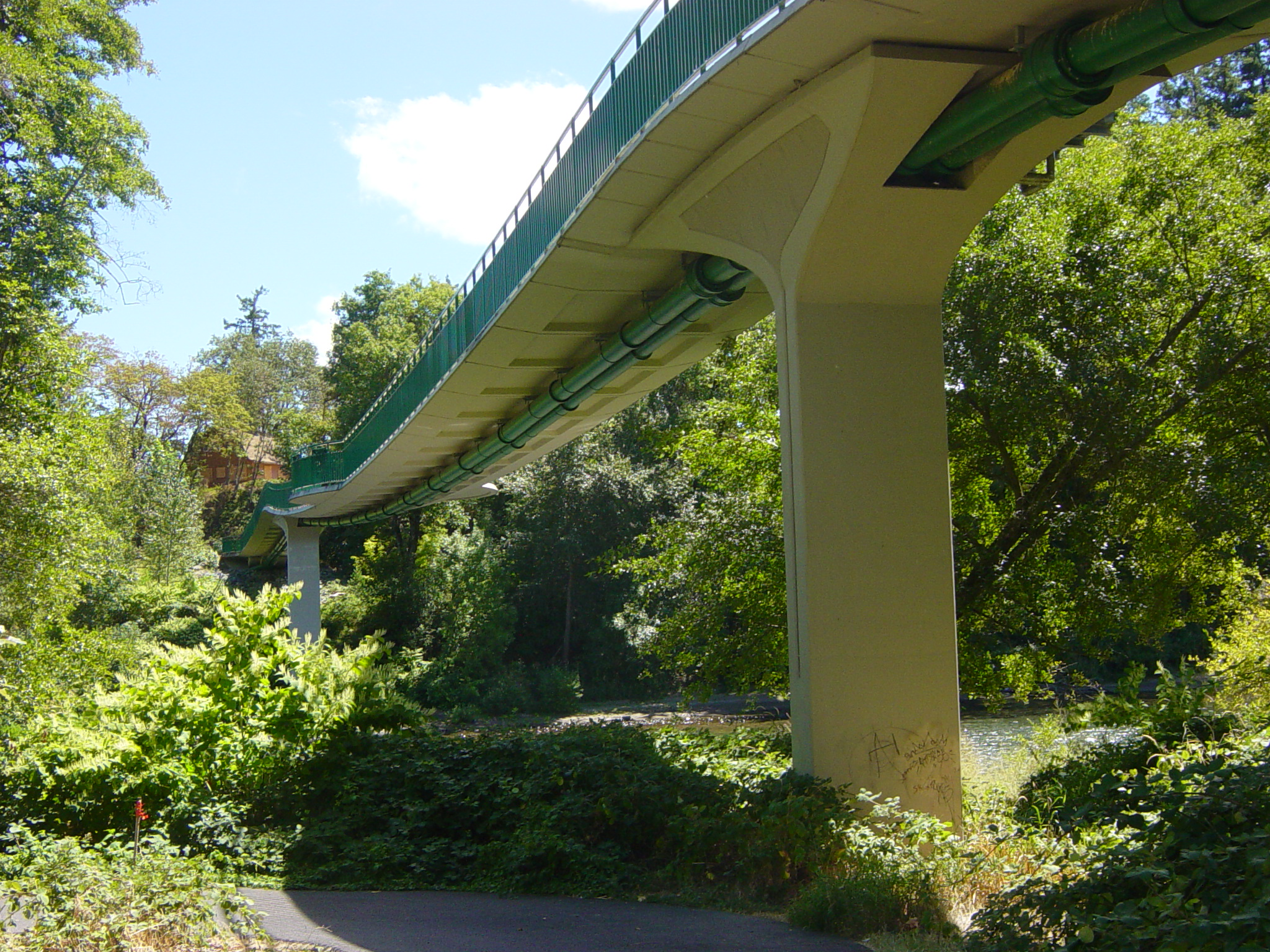
Puente peatonal pretensado, Grants Pass, Oregon, USA.

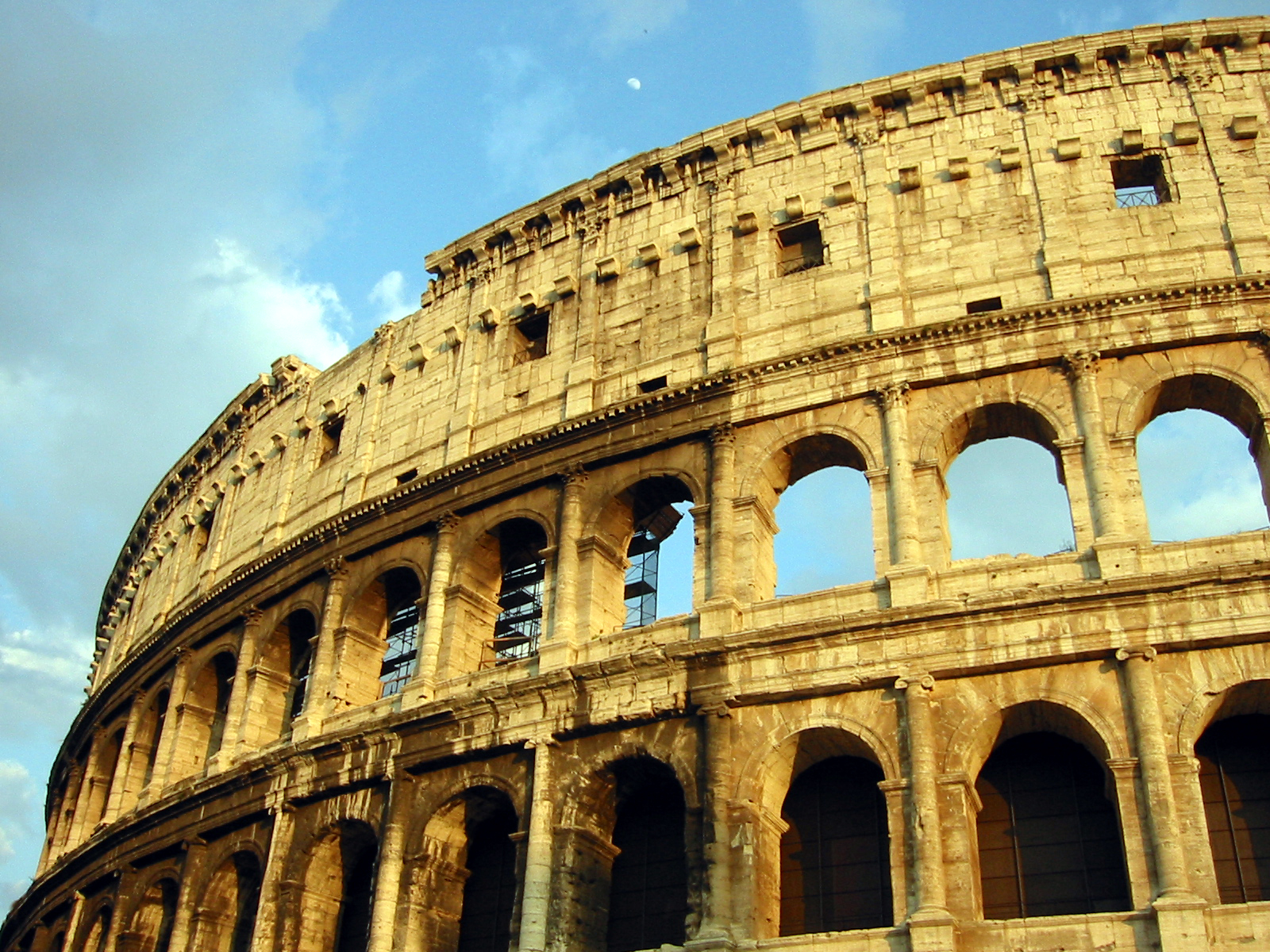
Muro superior poscomprimido del Coliseo Romano.

Los tipos de estructuras pretensadas más comunes son:
- Pretesadas: utilizando tendones de acero de alta resistencia embebidos en el elemento estructural, tesadas antes del hormigonado.
- Postesadas: utilizando tendones de acero de alta resistencia, estando o no éstos adheridos al elemento estructural, tesadas después del hormigonado.

En la actualidad podemos encontrar estructuras pretensadas en edificios, estructuras subterráneas, torres de televisión y alta tensión, plataformas marinas y de almacenamiento, plantas nucleares y diversos tipos de puentes. Es el tipo de estructura utilizado por excelencia en edificios en zonas sísmicas o cuyo diseño requiere protección contra detonaciones.
Las virtudes de la poscompresión eran conocidas por los antiguos arquitectos Romanos. Como ejemplo podemos mencionar el alto muro superior del Coliseo que ejerciendo presión sobre los pilares inferiores estabilizaba su estructura.